# كاريل ريفرز
كاريل ريفرز (بالإنجليزية: Caryl Rivers)‏ (19 ديسمبر 1937 في الولايات المتحدة)؛ صحفية وروائية أمريكية.